# 艾瑪·豪歌
艾瑪·豪歌（英語：Ima Hogg，1882年7月10日—1975年8月19日）生於德克薩斯州伍德縣米尼奧拉，是美國社會活動家、慈善家、心理健康倡導者、藝術贊助人及收藏家，也是20世紀德克薩斯州最受尊敬的女性，別稱「德克薩斯州第一夫人」。艾瑪熱衷於藝術收藏，藏品包括巴勃羅·畢卡索、保羅·克利、亨利·马蒂斯等畫家的作品。她曾向休士頓美術館捐贈數以百計的藝術品，又於華盛頓哥倫比亞特區的約翰·甘迺迪表演藝術中心出任規劃委員會成員。她同時鍾情於早期美國家具古玩，並在負責為白宮尋找歷史家具的委員會任職。她亦曾經修復和翻新包括瓦納-豪歌種植園州立歷史遺址和巴尤本德收藏館和花園在內的數處房產，之後更把它們贈予德克薩斯州的藝術和歷史機構。時至今日，這些機構仍身負維護設施及收藏品的職責。她一生獲得無數獎項和榮譽，當中包括美國歷史保存國民信託的路易絲·E·杜邦·克勞寧希爾德獎、德克薩斯大學系統的聖里塔獎、西南大學的名譽美術博士學位。
艾瑪是詹姆斯·斯蒂芬·「大吉姆」·霍格和莎拉·安·「莎莉」·斯汀森的女兒，其父後來還成為德克薩斯州的司法部長和州長。她的名字艾瑪取自叔叔托馬斯·霍格所寫的史詩《馬文的命運》。她努力地淡化自己非一般的名字，手段包括簽名時把名字寫得難以辨認，又在文具上刻上「艾. 豪歌」或「豪歌小姐」。雖然傳聞豪歌有位喚作烏拉的妹妹，但事實上她只有兄弟。她父親於1895年卸任州長，後來母親確診肺結核，不久便撒手人寰。莎拉離世後，詹姆斯的寡居姊姊搬到奧斯汀協助照顧其子女。1899年至1901年間，艾瑪入讀德州大學奧斯汀分校，接著搬到紐約市花費兩年時間學習鋼琴和音樂理論。1906年詹姆斯辭世後，她前往歐洲並於維也納成為音樂家克薩韋爾·沙爾文卡的門生，在當地學習音樂兩年。回到德克薩斯州後，她成立並管理休斯敦交響樂團，同時擔任交響樂協會主席。
瓦納種植園發現石油，令豪歌一家富有起來，艾瑪用這筆收入造福德克薩斯州人民。1929年，她創立休斯頓兒童輔導中心，為精神障礙兒童及其家人提供諮商輔導。1940年，她按照兄長遺願，在德州大學奧斯汀分校建立了豪歌心理健康基金會。1943年，她參與侯斯頓學校董事會其中一個席位的改選，當選後致力消除性別和種族作為介定薪酬的標準，又為黑人學生開展藝術教育計劃。艾瑪終身未嫁，1975年因動脈粥樣硬化引致心臟病發作而辭世。艾瑪豪歌基金會是她遺囑的主要受益人，時至今日仍延續她的社會和慈善工作。多家機構亦以她的名義設立獎學金和獎項，以銘記她為保護德克薩斯州文化遺產所作出的努力。

## 姓名
吉姆·豪歌和莎拉·安·「莎莉」·斯汀森（Sarah Ann "Sallie" Stinson）的女兒出生後，他寫信告知兄弟：「我們的福杯已經滿溢！我們有了一個女兒，她身材勻稱、氣質如天使般優雅，她名叫艾瑪！」艾瑪·豪歌沒有中間名，這在當時並不尋常。她的名字取自叔叔托馬斯·豪歌在南北戰爭期間創作的史詩《馬文的命運》，當中有兩位分別喚作艾瑪和萊拉的年輕女性。維吉尼亞·伯恩哈德（Virginia Bernhard）曾為艾瑪·豪歌撰寫傳記，她在書中聲稱「有些人認為，吉姆·豪歌......為他唯一的女兒取名為艾瑪是旨在吸引德克薩斯州選民的注意力」，原因在於他同年有份參與的第七區地方檢控官選舉競爭激烈，最終他成功突圍而出。又或者，吉姆的書信表示他可能沒有意識到女兒姓名所產生的綜合影響。

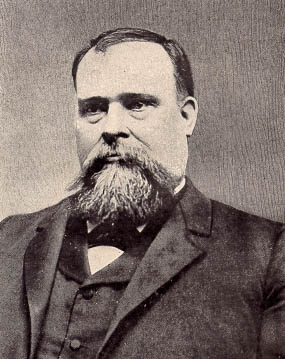
艾瑪的父親吉姆·豪歌（1851年至1906年），官拜德州州長

艾瑪·豪歌後來回憶道：「外祖父斯汀森住在距離米尼奧拉24（15英里）的地方，消息傳得很慢。當他得知孫女的名字時，他以最快的速度小跑到鎮上抗議，可惜為時已晚。我已受洗，名字亦要保留下來。」在她年幼時，哥哥威廉時常為妹妹的名字抗議，結果放學後不時流著鼻血回家，她回憶時也指這拜其好名字所賜。成年後的她簽名時把經常把名字寫得難以辨認，又會在個人文具上刻上「艾. 豪歌」或「豪歌小姐」，甚至為了避免引人注目而以秘書名義下達文具訂單。直到辭世前幾個月，她才開始使用暱稱，當時她自稱為「艾瑪潔」（Imogene）。她最後一本護照用的名字是「艾瑪·艾瑪潔·豪歌」（Ima Imogene Hogg）。
德州坊間傳聞稱，1892年當吉姆·豪歌競選連任州長時，艾瑪和她的女性朋友經常與他同行，他甚至向眾人介紹她們兩人是自己的女兒艾瑪和烏拉。但是，艾瑪畢生否認這個說法，受此困擾她更經常需要現身辟謠。這個傳聞引來數百人寫信詢問她的名字是否真實，以及她是否有位名喚烏拉的姊妹。《堪薩斯城星報》甚至捏造了另一名姊妹——霍莎。
1930年代初，豪歌與傳記作家和歷史學家羅伯特·C·科特納（Robert C. Cotner）合作，一同收集父親的論文和演講稿。豪歌自此成為了父親歷史地位的守護者，時常發表一些澄清或反駁關於她父親的文章。據伯恩哈德所言，「艾瑪的名字讓她不得不終生解釋，這一事實也使她急於為父親辯護，免受詆毀者的影響。她同時透過此舉來為自己辯護，而且以相當高的技巧和一貫的禮貌做到了這點。」
在「不祥名字」和「最糟糕嬰兒名字」笑話、名單、競賽中，艾瑪·豪歌這個姓名反復出現，連帶的還有她兩位虛構姊妹烏拉和霍莎。根據美國人口普查記錄，類似的不幸嬰兒名字包括艾瑪·皮格（Ima Pigg）、艾瑪·馬斯克拉特（Ima Muskrat）、艾瑪·胡克（Ima Hooker）、艾瑪·韋納（Ima Weiner）、艾瑪·雷克（Ima Reck）、艾瑪·佩恩（Ima Pain）、艾瑪·畢特（Ima But）。

## 早年經歷
1882年，艾瑪·豪歌在德克薩斯州伍德縣米尼奧拉出生。父親吉姆·豪歌和母親莎拉·安·「莎莉」·斯汀森共有四名孩子，艾瑪排行第二，兄長是威廉·克利福德·豪歌（William Clifford Hogg，1875年至1930年），兩名弟弟分別是邁克爾·豪歌（Michael Hogg，1885年至1941年）和托馬斯·以利沙·豪歌（Thomas Elisha Hogg，1887年至1949年）。豪歌家族一直以來積極參與公共服務，她的曾祖父托馬斯·豪歌（Thomas Hogg）曾在喬治亞州、阿拉巴馬州、密西西比州的州議會擔任公職。她的祖父約瑟夫·劉易斯·豪歌（Joseph Lewis Hogg）曾於德克萨斯共和国國會任職，並協助起草德克薩斯州憲法。她出生時，父親已經是德州第七區的地方檢控官。1884年，吉姆的地方檢控官任期結束，之後他舉家搬往泰勒，並在該處從事法律工作。兩年後，吉姆當選德州州檢察長，於是他又與家人搬往州首府奧斯汀，艾瑪則在當地上幼稚園。四年後，吉姆成為首位土生土長的德州州長。1891年1月，艾瑪陪同母親和哥哥參加父親的宣誓就職典禮和就職舞會，從而見證了新落成的德克薩斯州議會大廈舉辦首次就職典禮。接著，艾瑪一家人搬進州長官邸。官邸建於1855年，艾瑪等人入住時其狀況不佳，牆壁開裂，陳設破舊。父母期望子女們能將官邸翻新至宜居狀態，而艾瑪更需要撬下黏在家具和門框上的口香糖。

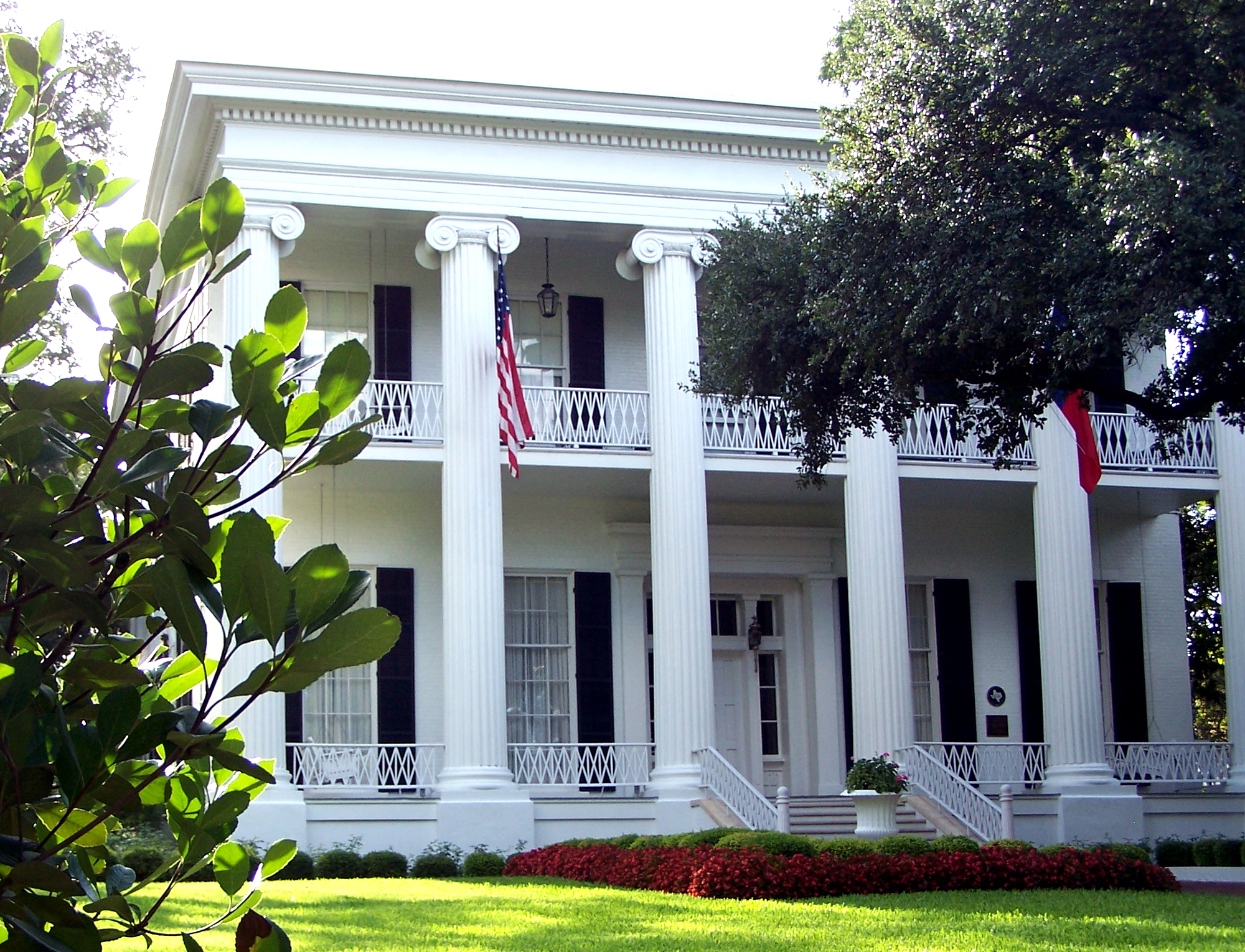
吉姆·豪歌擔任德州第20任州長期間，一家人便居於奧斯汀的州長官邸內

艾瑪和她兩名弟弟都是精力過剩的孩子。她記得當時她們特別喜歡從州長官邸欄杆上滑下來，而雙親也默許她們這樣玩耍。後來，托馬斯在滑下來時弄傷下巴；吉姆害怕孩子們下次會弄傷後背，因此在欄杆中心打上釘子，以防她們再次滑欄杆。即使豪歌一家搬離官邸數十年，欄杆上的釘孔依然清晰可見。莎拉嘗試教導艾瑪如針線活般的女紅技巧，但艾瑪聲稱自己「從來沒有費神耗時去學習」。莎拉還鼓勵艾瑪學習德語。另外，艾瑪和兄弟們經常被雙親帶到奧斯汀的米利特歌劇院欣賞表演。
四名孩子均喜愛動物，他們甚至在官邸內豢養狗、貓、鳥、浣熊、負鼠、兔子、設德蘭矮種馬、鸚鵡。他們曾在官邸內驅使動物作馬戲團表演，艾瑪甚至向每位遊客收取5美分的費用，但父親發現後便命令她向人家退還款項。數年間，豪歌一家又養了熊、馬、幼鹿、鳳頭鸚鵡，以及兩隻分別名為傑克和吉爾的鴕鳥。艾瑪曾經在兄弟的挑戰下騎上鴕鳥，但其中一位用彈弓擊中鴕鳥，令她從鴕鳥背上跌了下來。艾瑪和鴕鳥後來成為作家瑪格麗特·奧利維亞·麥克馬尼斯（Margaret Olivia McManis）和插畫家布魯斯·杜普里（Bruce Dupree）共同創作的繪本《艾瑪和德克薩斯鴕鳥大競賽》（Ima & the Great Texas Ostrich Race）主角。
莎拉產下托馬斯後身體虛弱，體力大不如前，餘生一直處於半殘廢狀態。艾瑪經常陪伴母親出入數個健康療養中心。1895年，吉姆的州長任期結束，其妻莎拉也在同年被診斷出患有肺結核。在醫生的建議下，艾瑪與母親搬往科羅拉多州，與姑媽瑪莎·弗朗西斯·戴維斯（Martha Francis Davis）同住。1895年9月25日，莎拉·豪歌逝於科羅拉多州。
莎拉辭世後，戴維斯便搬到奧斯汀，並花了數月時間照顧艾瑪及其兄弟。戴維斯的丈夫死於肺結核，兒子同樣遭到此病折磨，故她認定艾瑪也會從其母身上感染此病，因而吩咐艾瑪終身不嫁以免傳染他人。1895年底，艾瑪等人入讀位於聖馬科斯的寄宿學校。翌年，她們回到奧斯汀與父親同住。雖然父親聘用了管家，但如監督房間清潔和督促弟弟學習等事皆由艾瑪負責，宛如家中女主人。1898年，艾瑪陪同父親前往夏威夷拜訪利留卡拉尼女王，並觀看夏威夷併入美國的儀式。兩人原定乘船前往西雅圖，艾瑪卻因「不祥預感」而拒絕登船，並一邊抽泣一邊懇求父親作出其他安排。最終，心軟的吉姆決定改為乘船前往加利福尼亞州。當他們抵達加州時，才知道前往西雅圖的那班船在航行中去向不明，乘客和船員悉數失蹤。

## 教育和音樂興趣
豪歌家中時常有音樂聲傳出。艾瑪自三歲起學習鋼琴。弟弟們都在公立學校上學，艾瑪卻入讀私立學校並接受私人音樂課程。1899年，她在德州大學奧斯汀分校念書，德語、古英語、心理學是她最喜歡的課程。她後來評論說：「沒有任何一位新生比我更不成熟、更沒有準備、更害怕。」她加入了被稱為「情人節俱樂部」的女性社交俱樂部，並協助成立奧斯汀分校首個姊妹會「皮貝塔菲」。在大學學習兩年後，她搬到紐約市，並在美國國家音樂學院修讀鋼琴和音樂理論。1902年，皮貝塔菲正式於奧斯汀分校設立。雖然當時她不在校園，但她於1912年成為校友，再於一年後擔任休斯頓皮貝塔菲校友俱樂部的副主席。

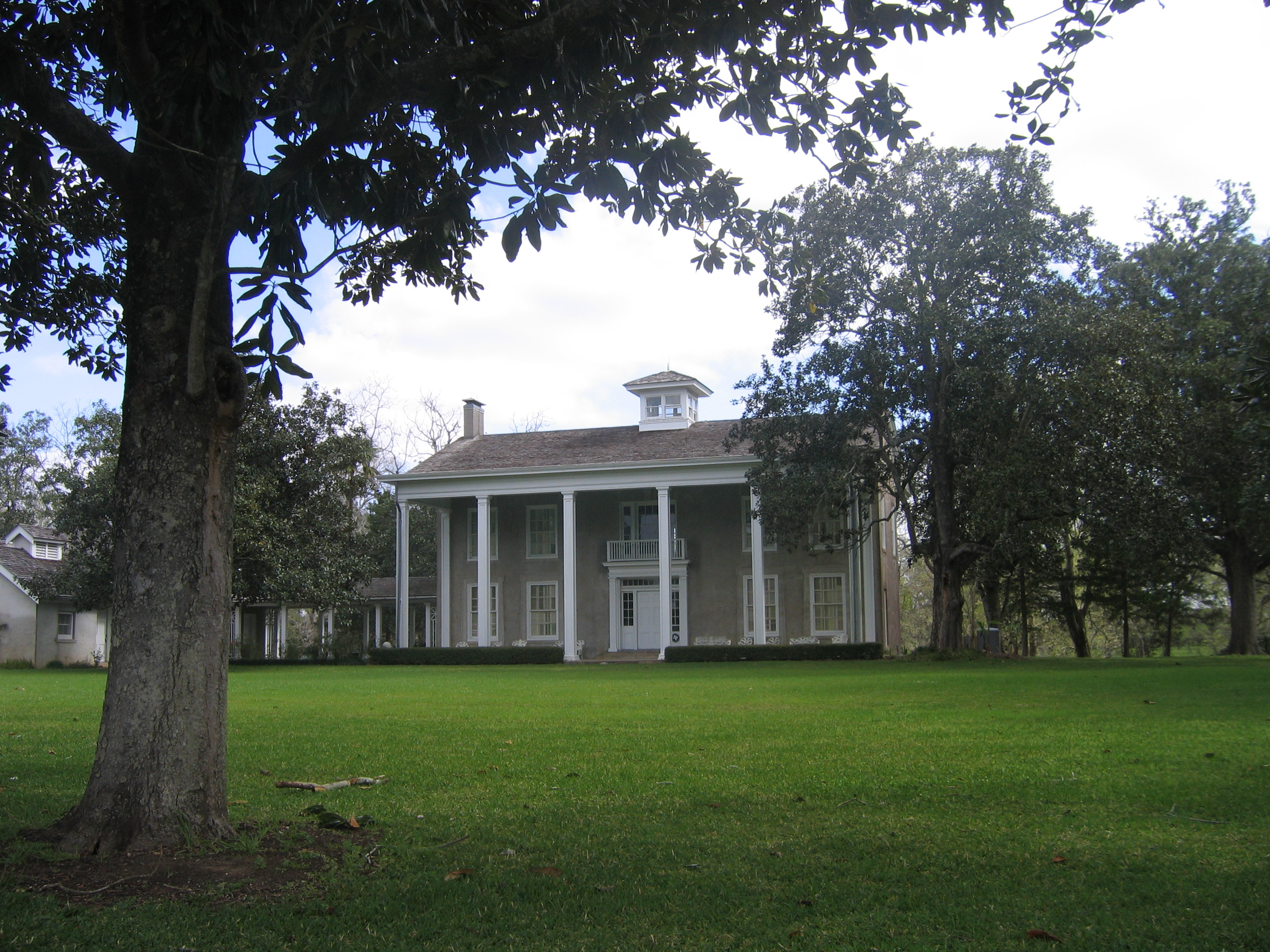
在艾瑪的監督下，瓦納種植園的房子新建了正門

州長任期結束後，吉姆於休斯頓重新執業。接近十九、二十世紀之交，吉姆開始參與石油投機活動。1901年，他在西哥倫比亞附近購地17平方（4,100英畝），而這片土地此前是瓦納種植園的一部分。在國家音樂學院研習兩年後，艾瑪回到德州，大部分時間遊走於種植園和休斯頓之間。後來，她監督了種植園的改造過程，並在房子後面增建門廊。她把此門廊視為新的正門，使房子遠離瓦納溪。
1905年1月26日，吉姆於火車事故中受傷。在接下來的一年裡，艾瑪在父親復康過程中一直照顧他；但在1906年3月3日，她發現父親於床上去世。她對於父親撒手人寰感到極為悲痛。為了安撫她，兄長威廉帶她前往紐約市散心。逗留期間，她沉浸在音樂會和博物館之中。
1907年，艾瑪在德國度假，並非常享受這段時光，以致她選擇留在歐洲繼續深造琴藝。在接下來的兩年裡，她在維也納師從奧地利皇帝法蘭茲·約瑟夫一世的宮廷音樂演奏家克薩韋爾·沙爾文卡，又在柏林成為鋼琴家馬丁·克勞澤的門生。從歐洲回來後，她便與兄長威廉同住在休斯頓。雖然休斯頓是座擁有逾十萬人口的大城市，但它沒有任何博物館或公園，也沒有專業的戲劇、音樂或芭蕾舞團。這促使艾瑪在當地教授音樂，並足足持續了九年。雅克·阿布拉姆是她首批學生，後來成為鋼琴演奏家。1913年，她成為女子音樂協會的主席，並加入大學女子俱樂部的娛樂委員會，組織了小型劇團「綠面具演奏家」。同年，她又成立了休斯頓交響樂團。另外，在交響樂協會召開首屆董事會時，她出任協會副主席。1917年，董事會要求她擔任主席，最終她任職了12屆。

## 慈善和社會活動
認識艾瑪·豪歌的人通常會親切地稱她為艾瑪小姐，人們亦廣泛認為她是「德克薩斯州第一夫人」。當約翰·康納利擔任州長時，其妻娜麗·康納利宣稱：「州長的妻子通常被稱為該州的第一夫人，但艾瑪一直並且永遠都是德克薩斯州的第一夫人。」1957年，《紐約時報》在關於上流社會的系列報導中介紹著名的德州人，稱：「但是，有位社會人物在州內州外都受到讚譽，她便是艾瑪·豪歌小姐。她現年約80歲，但仍然是休斯頓的公民燈塔。」
1906年父親撒手人寰後，艾瑪和兄弟們試圖出售瓦納種植園，但因父親遺囑規定土地須保留15年而未能成事。1918年1月15日，瓦納種植園發現石油。1919年，瓦納種植園再次探測到石油儲藏，出產量由初時的每年十萬桶大幅增至每年兩百萬桶，為艾瑪四人帶來每月225,000美元的收入。根據傳記作家格溫多林·科恩·尼利的說法，豪歌一家認為售賣石油所得的金錢不是他們的正當財產，因為它是來自土地而非辛勤工作獲得，因此他們決心將其用於回饋德克薩斯州。
1929年，艾瑪創立了休斯頓兒童輔導中心，為精神障礙兒童及其家人提供諮商輔導。她堅信，如果兒童的情緒和精神問題得到治療，長大後便可以預防更嚴重的疾病。父親生前時常閱讀有關心理健康問題的書籍，在耳濡目染下，她亦對心理健康產生興趣。在他擔任州長期間，艾瑪經常陪同他拜訪諸如括慈善醫院和精神病院等的國家機構。當還於德州大學奧斯汀分校念書時，為了進一步加深對心理學領域的理解，她專門修讀了數門相關課程。母親過世後，排行最小的弟弟湯姆反應很糟糕，長大後變得「焦躁不安，衝動，在金錢處理方面甚至粗心得令人吃驚」，因此艾瑪堅信湯姆會在心理輔導中受益。雖然她對於心理健康的想法在今日被認為是主流，但在1929年這屬於前衛、創新的見解。1972年，她告訴《休斯敦纪事报》，在自己參與的所有活動中，最高興莫過於有份創立休斯頓兒童輔導中心。
艾瑪曾患有心理健康問題。1918年未，她可能受到嚴重的抑鬱症影響而病倒。她諮詢了治療神經和精神疾病的專家法蘭西斯·澤維爾·德爾卡姆醫生，並在接下來的三年持續接受其醫治。她住院一年多，又在賓夕法尼亞州費城花了三年時間復康。到了1923年夏天，她才完全康復，卻永久放棄了成為鋼琴演奏家的夢想，表面原因是病後身體虛弱所致。
1930年，艾瑪與兄長威廉一起在德國度假。期間，威廉出現膽絞痛症狀，一度接受緊急手術，最終於1930年9月12日與世長辭。後來，她把哥哥的遺體帶回美國。根據遺囑，威廉捐贈250萬美元予德州大學奧斯汀分校，並希望這筆款項能與妹妹艾瑪捐贈的錢結合起來一同使用，「為德克薩斯人民帶來深遠的利益」。長時間的訴訟和不確定性令這筆贈款受限，直至1939年7月15日，大學終於收到威廉的180萬美元遺產。1940年，艾瑪與身為遺囑執行人的弟弟邁克爾討論後，決定用這筆錢在德州大學奧斯汀分校成立豪歌心理健康基金會。
《聖安東尼奧快報》曾於1939年報道指，政府將撥款予豪歌心理健康基金會，來在州內建立心理衛生診所並舉辦講座和教師培訓課程，進行心理健康研究，以及調查州內居民的心理衛生狀況。在美國加入第二次世界大戰後，基金會研究了如何防止精神不合適的候選人入伍，並為那些因戰爭而受到創傷的人提供輔導。戰後，基金會擴大教育和慈善事業，為窮人和老年人提供心理健康服務。同時，基金會也向攻讀社會工作碩士學位的個人頒發年度獎學金。
1943年，艾瑪決定參與休斯頓學校董事會其中一個席位的改選，以便增加其女性董事人數。她最終以4,350票獲勝，領先次名千多票。她在任期間致力消除性別和種族作為確定薪酬的標準。另外，她又提倡向有情感問題的兒童提供教師上門授課，並在學校為黑人學生開展藝術教育計劃。任期結束後，她拒絕競逐連任。

### 家具和藝術收藏
艾瑪四兄弟姊妹均是狂熱的藝術收藏家。她擁有大量收藏品，包括美國原住民藝術，以及巴勃羅·畢卡索、馬克·夏卡爾、亨利·马蒂斯、阿梅代奥·莫迪利亚尼等畫家的作品。在費城療養期間，她開始對藝術收藏產生興趣。1922年，她購入椅腳帶雕刻的西班牙椅或安妮女王風格楓木椅，是人生首次收藏藝術品。她廣泛研究了早期的美國家具市場，甚至親自拜訪家具設計領域的學者盧克·文森特·洛克伍德，以獲取更多資料。當時，她是少數相信美國古董有價值的人；相比之下，大多數收藏家都集中在歐洲製造的家具上。後來，其他收藏家也開始發現早期美國作品的價值，而艾瑪仍然是少數不在美國東岸的收藏家。隨著藏品越來越多，她經常都會收到請求借出藏品至新英格蘭展出的邀請，但她總是拒絕，並說「他們那裡有很多這樣的東西」。

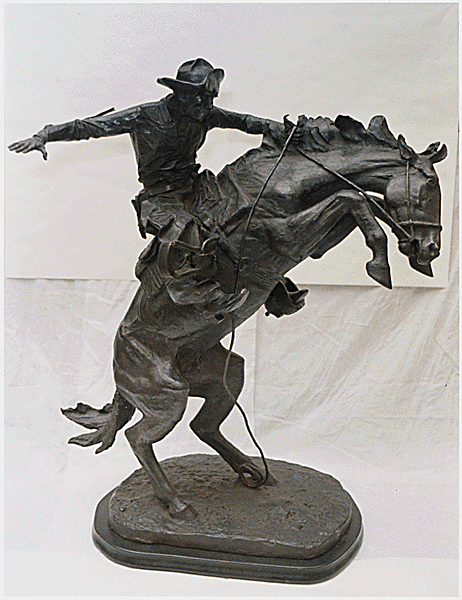
艾瑪·豪歌把身故兄長的收藏品贈予休士頓美術館，其中包括弗雷德里克·雷明頓創作的限量版雕塑「野馬剋星」

1920年代，艾瑪的兄弟開始在休斯頓郊區發展全新的精英社區，並稱之為「橡樹河」。眾人挑選了一幅佔地5.9公頃（14.5英畝）的土地作為他們的新家。艾瑪與建築師約翰·F·斯托布緊密合作，設計了可以展示數人藏品的大宅。1928年，艾瑪和兄長威廉搬進新居，她更把大宅命名為「巴尤本德」。1939年，她在修葺大宅期間，向休士頓美術館捐贈了百多件紙本藝術品，當中包括保羅·塞尚、約翰·辛格·薩金特、巴勃羅·畢卡索、保羅·克利的作品。弟弟邁克爾於1941年離世後，艾瑪把他的弗雷德里克·雷明顿藏品贈予博物館。據傳記作家尼利所言，收藏品由53幅油畫、十幅水彩畫、一件青銅作品組成，統稱為豪歌兄弟收藏，是「在美國博物館內展出的重要西方繪畫組合」。1944年，艾瑪把自己的美國原住民藝術收藏品捐贈給博物館，其中包括168件陶器、95件珠寶、81幅畫作。
1960年，總統德怀特·艾森豪威尔任命艾瑪在負責規劃華盛頓哥倫比亞特區國家文化中心（現稱為約翰·甘迺迪表演藝術中心）的委員會任職。1961年，杰奎琳·肯尼迪提名艾瑪出任由18名成員組成的顧問委員會，與藝術委員會合作為白宮尋找歷史家具。

### 修復
巴尤本德落成後，艾瑪便少了時間待在瓦納種植園，但她繼續以種植園的名義購買藝術品和古董家具。1950年代，她修復了種植園，並以殖民時代、南方聯盟、拿破崙時代（1818年）、美墨戰爭等德克薩斯歷史為主題來裝飾每間房間。其中一間房間是她獻給父親吉姆的，裡面放著他曾使用的桌子、椅子以及他收集的手杖。後來，她把種植園捐給德克薩斯州。1958年，適逢吉姆·豪歌誕辰107週年，政府宣佈把種植園列為州立歷史遺址，並重新命名為瓦納-豪歌種植園。

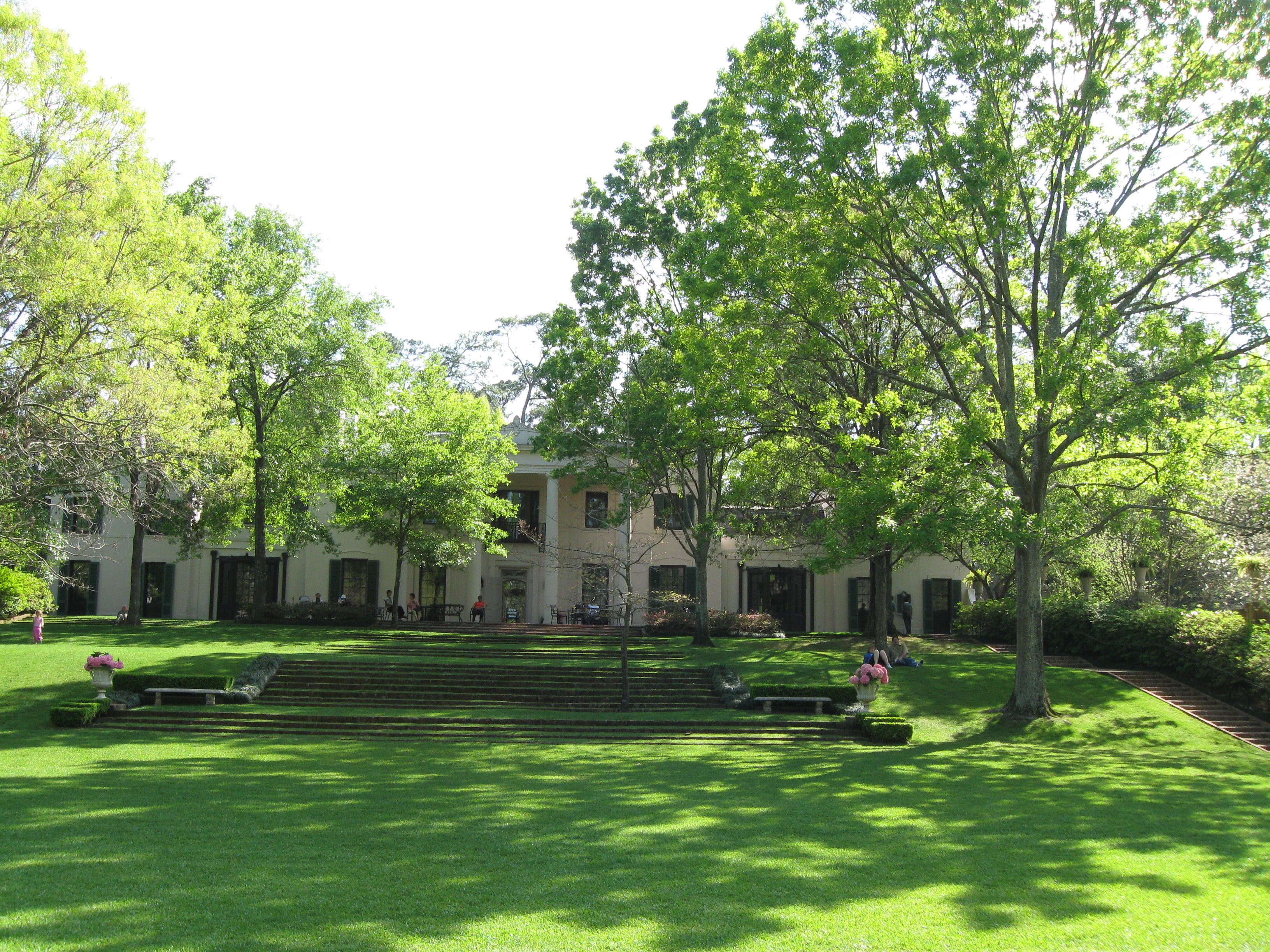
巴尤本德本是艾瑪·豪歌四兄弟姊妹的家，後來它搖身一變成為由休斯頓美術館運營的博物館

隨著瓦納-豪歌種植園修復工作陷入停頓，艾瑪把注意力重新集中在位於休斯敦的大宅巴尤本德，該處儲存了一些屬於她的古董和藝術收藏品。《紐約時報》在1953年描述了她的「傑出早期美國家具」系列，她同時收藏了大量美國和墨屬時期的裝飾藝術，部分仍在房子內。在1950年代後期，她表示：「我一直在收集美國家具。收集，收集，再收集，直到我擁有如此多的家具，我卻不知道應如何處理它們。我決定把它們交給博物館。」她與設計巴尤本德的建築師約翰·F·斯托布再度合作，改動房屋結構，最終最它改成博物館。她移離了家中所有私人物品及不符合她概念的物品。家裡唯一一件非美式家具是她的英式餐桌，此物承載她太多回憶，無法移走。
數名橡樹河居民入禀法院阻止巴尤本德成為博物館，但艾瑪最終勝訴。居民憂慮改造博物館會令路面交通大增；為了減輕對居民的影響，艾瑪要求休斯頓市在水牛河建造行人天橋，使遊客無需駕車穿過橡樹河便可直達巴尤本德。1965年秋天，她搬離巴尤本德，並告訴講解員「當你足夠愛某樣東西時，你會為了看到它繼續存在而輕易放棄它」。休士頓美術館在1966年向公眾開放該博物館，把它重新命名為「巴尤本德收藏館和花園」。亨利·弗朗西斯·杜邦溫特圖爾博物館的高級研究員查爾斯·蒙哥馬利（Charles Montgomery）在典禮上致謝辭，稱巴尤本德「擁有最多最好的收藏品，猶如溫特圖爾」。
1963年，艾瑪在圓頂附近購置房產，希望將該處的歷史建築搬到巴尤本德，但計劃不切實際，於是她決定就地修復，並暫時搬到圓頂居住。她親自監督驛站馬車旅館「溫德爾」的修復工作，完成後便把它捐贈給德州大學奧斯汀分校。現時旅館更名為溫德爾歷史中心，主要用作戶外博物館和音樂中心，每年也會在此舉辦莎士比亞戲劇表演。1969年，她修復了雙親在奎特曼的房子。為了紀念她，該鎮將房子更名為艾瑪豪歌博物館。該座博物館收藏了伍德縣和德克薩斯州東北部的歷史物品。後來，她還修復了外祖父的家，並把它搬到公園裡。

## 風評和性情
巴尤本德收藏館和花園首任館長戴維·沃倫（David Warren）曾指艾瑪·豪歌「小巧玲瓏，具女性氣質，同時聰明、敏銳、知識淵博」。傳記作家伯恩哈德也形容她「穿著優雅而時尚」，身高157厘米（5英尺2英寸），皮膚白皙，「性格獨立且沉著」，又指她可以「用層層魅力來粉飾其決心」。81歲時，《紐約時報》形容她是「藍眼睛的草莓金髮女郎」。
1914年的某個早上，艾瑪在臥室裡被竊賊吵醒。她直面賊人，不僅說服他歸還珠寶，還在紙上「寫下一個姓名和地址，遞給他，然後告訴他當日去那裡找工作」。當被問及為什麼這樣做時，她回答說：「他（賊人）看起來不像壞人。」同年下旬，她獨自乘船旅行往德國。途中，奧匈帝國弗朗茨·斐迪南大公遇刺身亡，就在她抵埗的前一天，英國向德國宣戰。由於美國仍維持中立，所以她繼續其歐洲之旅，直到幾個月後才離開。
雖然伯恩哈德認為艾瑪是位「彬彬有禮」的女性，但同時指出這位慈善家並非沒有敵手。在休斯頓交響樂團為艾瑪安排的90歲生日音樂會上，年邁的鋼琴家阿圖爾·魯賓斯坦便稱她為「令人厭煩的老婦」。反之，她也視魯賓斯坦為「自負老人」。相比之下，她曾談及在1975年休斯頓舉行的某場音樂會後台遇到弗拉基米爾·霍羅威茨，並稱他「真是個好人，一點也不像魯賓斯坦先生」。
艾瑪熱心慈善，是位慷慨的捐款人，奉「遺產是公眾信託」為信條。休士頓大學形容她「天生富有同情心」、「有進取心」、「關心所有德克薩斯州人的福址」、「心理健康護理的積極支持者」、「致力於公共教育」。她畢生都是位民主黨人。

## 逝世
1975年8月19日，艾瑪·豪歌因動脈粥樣硬化引致心臟病發作而辭世，享耆壽93歲。當時她正在倫敦度假，但在上出租車時摔倒，幾日後於倫敦一家醫院撒手人寰。屍體剖驗報告顯示，她的死與早前摔倒無關。德州大學奧斯汀分校得知她身故的消息後，隨即宣佈哀悼兩天，並降半旗致哀。
艾瑪逝世時，她已僱傭了貼身女僕格特魯德·沃恩（Gertrude Vaughn）56年，管家兼司機盧修斯·布羅德納克斯（Lucious Broadnax）亦受僱40多年。艾瑪下葬於奧斯汀奧克伍德公墓，與家人一同長眠於此。她生前所有的社會和慈善工作，則由1964年自己創立的艾瑪豪歌基金會接棒，該基金會同時是其遺囑的主要受益人。艾瑪終身未嫁。按傳記作家伯恩哈德所言，艾瑪曾向朋友傾訴自己曾收到30多次求婚，但「從未理會」。

## 獎項、認可、影響

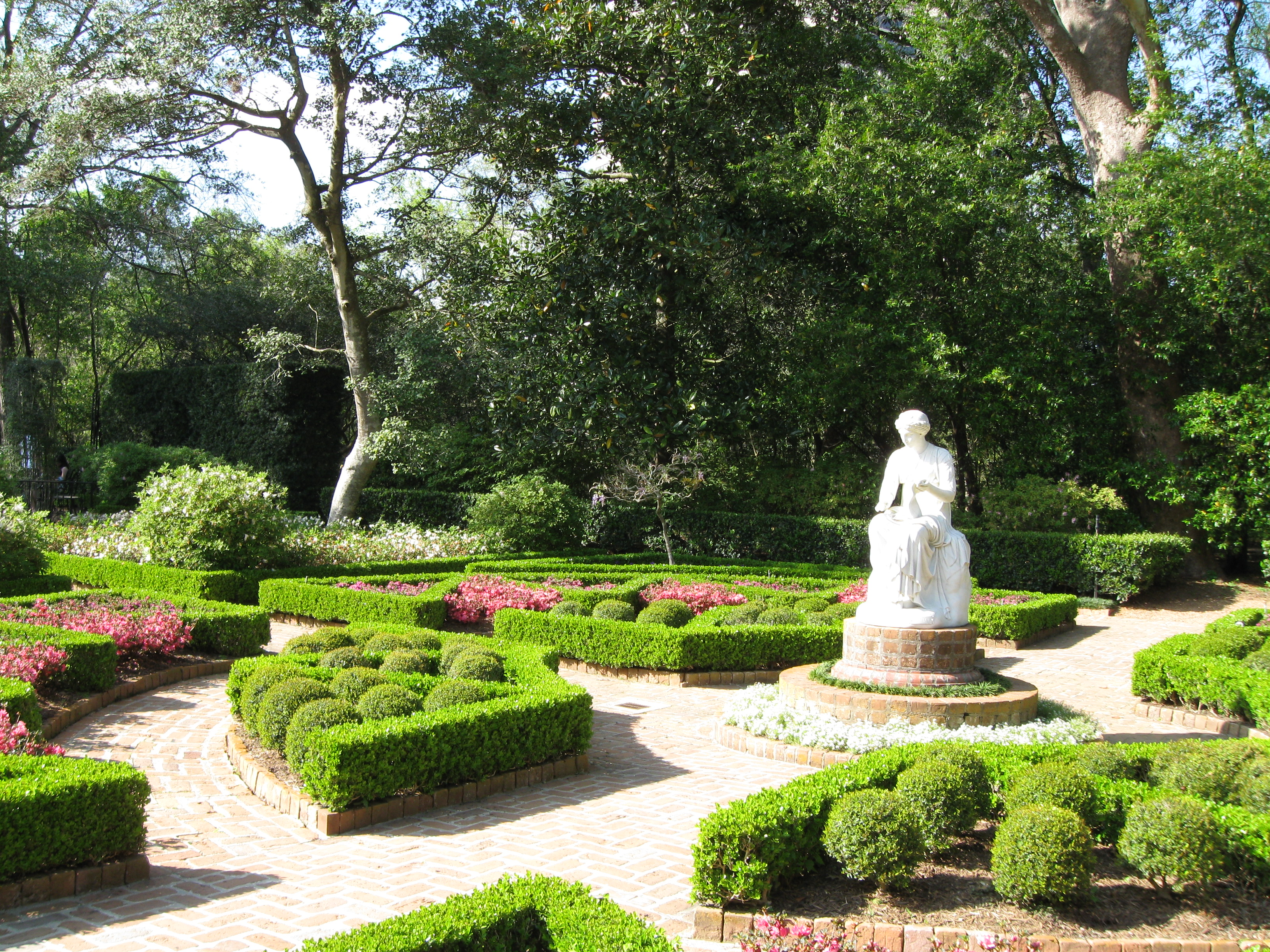
巴尤本德的花園

艾瑪·豪歌對社區的諸多貢獻使她獲頒大量獎項。1959年，美國花園俱樂部授予她艾米·安吉爾·科利爾·蒙塔古獎章，以讚揚她的傑出公民成就。1966年，在美國歷史保存國民信託第20屆年度頒獎晚宴上，她獲頒發第七屆年度路易絲·E·杜邦·克勞寧希爾德獎。這是美國歷史保存國民信託授予的最高殊榮，以表彰她在德克薩斯州「維護、修復、闡釋具有國家歷史或文化意義的遺址、屋宇、建築、地區、物體方面取得的最高成就」。
1968年，艾瑪成為聖里塔獎的首位得主。此獎是德克薩斯大學系統頒發的最高榮譽，以表彰得主對高等教育的貢獻。1969年，她受邀成為德克薩斯學會的會員，是繼和奧維塔·考普·霍比後第三位女性成員。該會只認可在任何領域致力「豐富、擴大或啟發」知識的個人。她還成為德克薩斯哲學協會110年曆史上首位女性主席。1971年，西南大學向她頒授名譽美術博士學位。
艾瑪的修復工作同樣得到諸多組織認可。1965年，美國室內設計師協會將她列入國際榮譽名單，再於1972年授予她托馬斯·杰斐遜獎，以表彰她對文化遺產的貢獻。德克薩斯州歷史調查委員會也於1967年表揚她「在歷史保護方面的卓越貢獻」。1969年，美國國家與地方歷史協會向她授予優異獎。

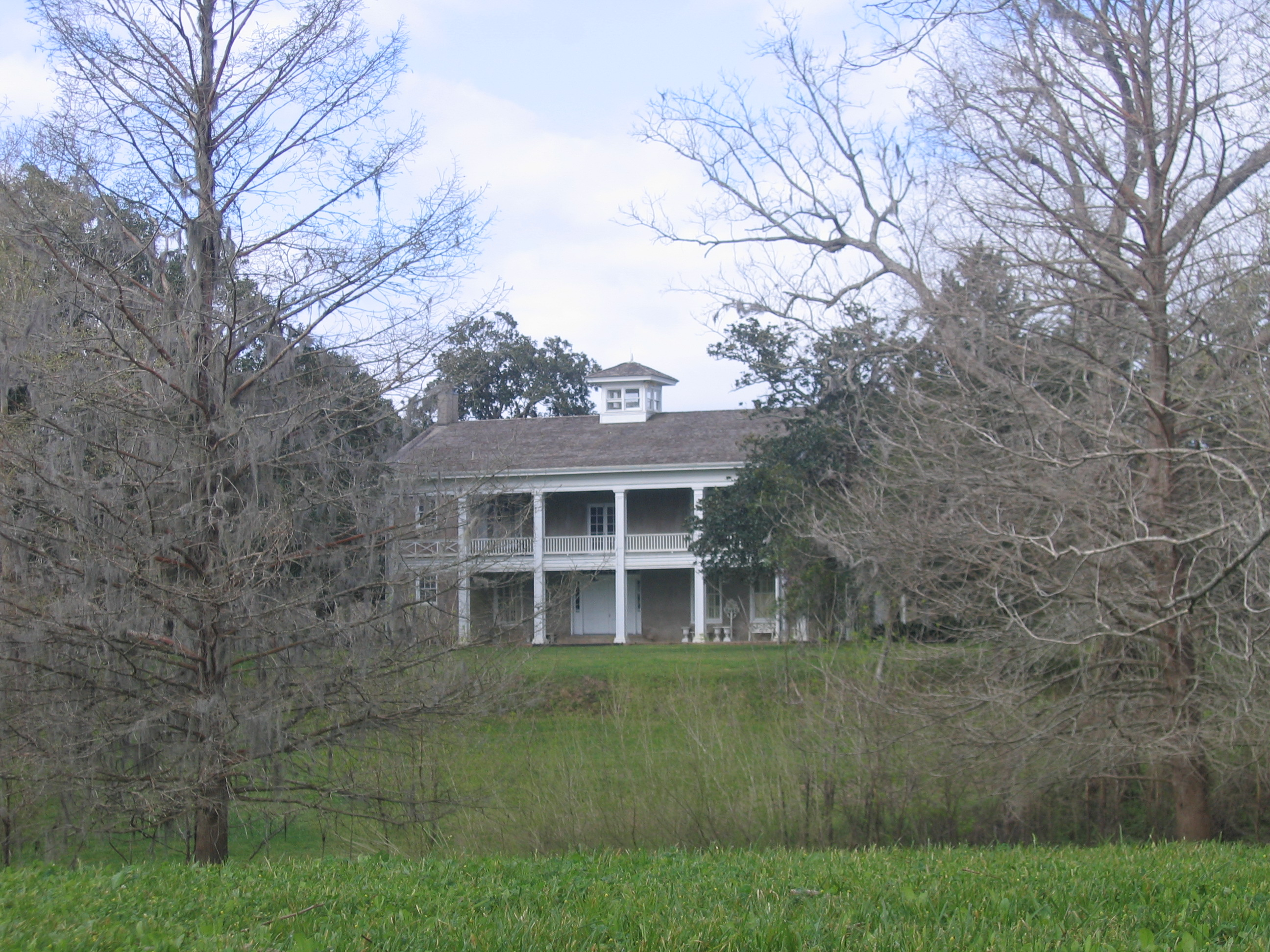
艾瑪修復了瓦納種植園本來的入口。該入口建於1832年，現時是房子的後門。修復完成後她便把種植園贈予德克薩斯州

休斯敦交響樂團以艾瑪的名義設立獎學金，並在她90歲生日時舉辦了特別音樂會向她致敬。另外，交響樂團每年舉辦艾瑪豪歌青年藝術家比賽，對象為16至26歲演奏管弦樂器或鋼琴的音樂家。德州大學奧斯汀分校的多爾夫·布里斯科美國歷史中心每年頒發一次艾瑪豪歌歷史成就獎。艾瑪也是國際專業音樂團體「德爾塔奧密克戎」的國家級贊助人。成立於1954年美國大休斯頓心理健康中心每年頒發一次艾瑪豪歌獎，以表揚「推動心理健康事業的個人或夫婦」。
艾瑪的出生地位於德克薩斯州米尼奧拉北線街125號，現時上面刻有德克薩斯歷史委員會的主題標記。
1963年，前州長艾倫·沙弗斯向艾瑪頒發德克薩斯大學舊生協會傑出校友獎（她亦是首位獲得此榮譽的女性），談到「艾瑪小姐」時他說道：

有些人創造歷史。

有些人記錄歷史。

其他人則還原和保存歷史。

她以一人之力完成上述三件事。

## 延伸閱讀
- Bush, William S. . College Station, TX: Texas A&M University Press. 2016. ISBN 978-1-62349-444-5 （英语）.
- Kirkland, Kate Sayen. . Austin, TX: University of Texas Press. 2009. ISBN 978-0-292-71865-4 （英语）.
- . City of Austin.   [2022-07-19]. （原始内容存档于2022-04-13） （英语）.
- . University of Houston, College of Education.   [2022-07-19]. （原始内容存档于2003-11-05） （英语）.
- . University of Houston, College of Education.   [2022-07-19]. （原始内容存档于2020-08-01） （英语）.
- McManis, Margaret Olivia. . Illustrated by Dupree, Bruce. Fort Worth, TX: Eakin Press. 2002. ISBN 978-1-57168-605-3 （英语）.

## 外部連結
- （英文）豪歌心理健康基金會 （页面存档备份，存于）
- （英文）德克薩斯州公園和野生動物部——州長豪歌紀念所和艾瑪·豪歌小姐博物館
- （英文）休斯頓美術館——巴尤本德收藏館和花園 （页面存档备份，存于）
- （英文）聖里塔獎：艾瑪·豪歌 （页面存档备份，存于）
- （英文）休斯頓大學數碼圖書館 （页面存档备份，存于）
- 在Find a Grave上的艾瑪·豪歌